# Yoritsuki
Yoritsuki (よりつき)は温泉旅館から眺めるiOS専用景観アプリである。
2009年10月22日リリース。アプリ内のイラストレーションやデザインのほか、プログラミングも全て星野正樹 (HYBRIDWORKS inc.) が行っている。
基本的には癒しを目的としたアプリであるが、スリープタイマー機能を搭載しているため、タイマーとしての利用も可能。

## 主な機能
アプリ内では様々なパラメーターの変更が可能である。
- 春・夏・秋・冬、4つの季節の変更
- 昼、夜、夕日の変更
- 季節に応じたアニメーションの変化(鳥、雪、桜吹雪、蛍、落葉、等)
- 季節や、時間帯により変わるサウンド
- お好みで選べる17種類の障子
- 四季に合わせて一斉にアイテムがセットされるプリセットモード（4種）
- 障子の位置やアイテムを記憶できるマイ・プリセット機能
- 障子のタッチ操作
- 指定された場所への障子のシームレスな移動
- ワイドビュー時計モード
- スリープタイマー機能
- バックグラウンド再生のON・OFF機能 ・雨モード
- 遠雷 (サウンドのみ)
- 蛙 (2種類・サウンドのみ)
- ひぐらし (2種類 / サウンドのみ)
- せみ (サウンドのみ)
- ししおどしの表示切り換え（4種の間隔）
- 床の変更(4種類 : 畳、新畳、縁なし畳、床板)
- 座卓(7種類)
- 小物 (お茶・夕餉・正月・夏でそれぞれ多数)
- 座布団 (色替え5種類)
- 円窓 (2種類)
- 風鈴 (2種類)※左右の位置替え可能
- 行灯 (2種類)※左右の位置替え可能
- 吊り灯籠 (2種類)
- すだれ (巻き上げ4種切り換え)
- 24時間表示と12時間表示の切り換え
- タッチサウンドのON・OFF機能
- バックグラウンド再生のON・OFF機能

※ 設定された障子と季節はアプリを終了しても記憶される
※ 障子を2回タップすることで個別に変更可能
※ アプリ起動時に、iPhoneの設定された時間で昼夜が自動的に切り替わる
※行灯は2回タップで消灯と点灯を繰り返す

## バージョン更新履歴
- v1.5.3 - 2012.10.29. iPhone 5の画面サイズに対応。iOS 6に対応。
- 1.5.0 - 2012.01.27. 夕日モード、ヒグラシ、プリセット機能などを追加
- v1.2.3 - 2010.12.07. お正月・アイテム、バックグラウンド再生機能を追加
- v1.2.2 - 2010.08.02. RetinaDisplay、 バックグラウンド再生に対応。
- v1.2.1 - 2010.06.27. iOS 4にてクラッシュするバグを一部改善。
- v1.2.0 - 2010.06.12. 新たに30程度のパーツ、13の新機能で初のアップデート。
- v1.0.0 - 2009.10.22. iTunes App Storeにて販売開始

※2020年10月現在最新のiOS 14でも動作するが、iPhone Xシリーズ等に搭載される角丸加工されたディスプレイであるLiquid Retina HDディスプレイ(またはLiquid Retinaディスプレイ)には最適化対応しておらず、これらのディスプレイを搭載した機種では、画面上下左右に黒い帯が表示される。